# The Road to the Heart
The Road to the Heart é um filme mudo norte-americano de 1909 em curta-metragem, do gênero drama, dirigido por D. W. Griffith. Foi produzido e distribuído por Biograph Company.